# クリストファー・ケルク・インゴールド

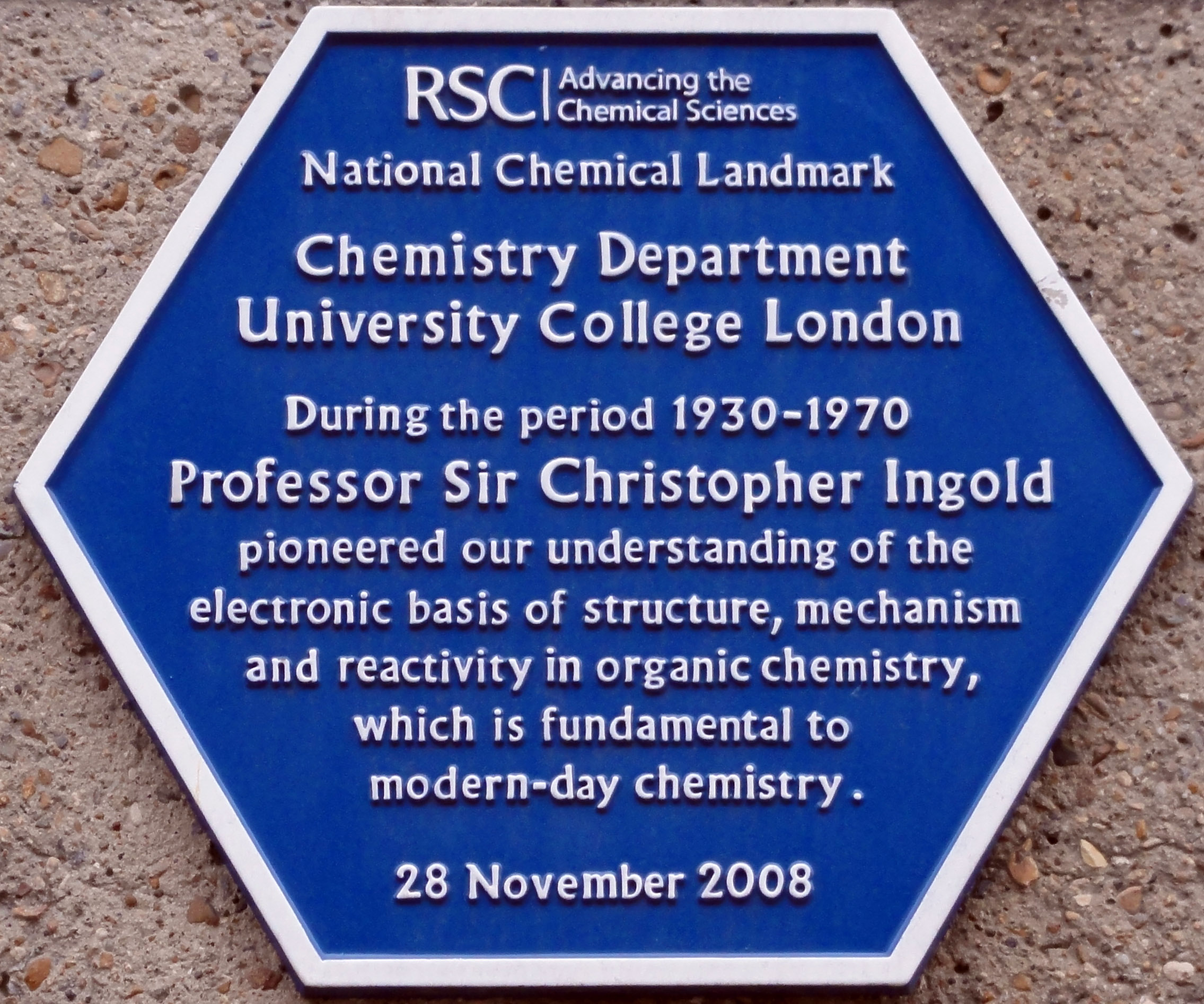
王立化学会の銘板

クリストファー・ケルク・インゴールド（Sir Christopher Kelk Ingold BEM FRS、1893年10月28日 - 1970年12月8日）は、イギリスのイギリス学派に属する化学者。

## 人物
1913年にサウサンプトンのハートリー大学で研究を開始した。1930年、ロバート・ロビンソンの後任としてリーズ大学よりロンドン大学の教授に就任し、ロビンソンによって開拓された有機電子論をさらに発展させ、メソメリズムとして完成させた。
主に有機化学において構造と反応機構との関連を中心に研究し、求核置換反応や脱離反応に関する業績も多い。1920年代と1930年代の反応機構と有機化合物の電子構造における画期的な研究は、求核剤、求電子剤、誘起効果、共鳴効果といった主流化学の諸概念の導入や、SN1、SN2、E1、E2といった記述子の導入に貢献した。
またロバート・シドニー・カーンおよびウラジミール・プレローグとともに、立体化学で用いられるR/S体表示法の定義であるカーン・インゴルド・プレローグ順位則（CIP法）を提唱した。
1924年に王立協会フェロー選出、同協会から1946年にデービーメダル、1952年にロイヤル・メダル受賞。1964年スイス化学協会からパラケルスス・メダル受賞。